# ليو هاو (لاعب كرة قدم)
ليو هاو (بالصينية: 刘浩) هو لاعب كرة قدم صيني، ولد في 15 يناير 1996 في مدينة دوجيانغيان في الصين. لعب مع Guizhou F.C. ‏.

## وصلات خارجية
- ليو هاو على موقع قاعدة بيانات كرة القدم.إي يو (الإنجليزية)
- ليو هاو على موقع Soccerway.com (الإنجليزية)